# Ивановка (Розовский район)
Ивановка (укр. Іванівка) — село,
Сладководненский сельский совет,
Розовский район,
Запорожская область,
Украина.
Код КОАТУУ — 2324984809. Население по переписи 2001 года составляло 51 человек.

## Географическое положение
Село Ивановка находится на расстоянии в 0,5 км от села Сладководное и в 1-м км от села Верховка.